# Euxanthe eurinome
Euxanthe eurinome is een vlinder uit de familie van de Nymphalidae. De wetenschappelijke naam van de soort is, als Papilio eurinome voor het eerst geldig gepubliceerd in 1775 door Pieter Cramer.